# Psycho (canción)
«Psycho» es una canción grabada por el grupo femenino surcoreano Red Velvet, para su primer álbum recopilatorio The ReVe Festival: Finale (2019), que sirve como la tercera y última entrega de la trilogía del grupo The ReVe Festival.
Compuesta por Andrew Scott, Cazzi Opeia y EJAE, la canción fue arreglada por Druski y el productor de SM Entertainment, Yoo Young-jin, mientras que la letra en coreano fue escrita por el compositor Kenzie. Es una pista de R&B con elementos del trap y el future bass, «Psycho» trata sobre una extraña relación sentimental "llena de altibajos". Junto con su vídeo musical de temática gótica, la canción fue lanzada digitalmente como el sencillo principal del álbum el 23 de diciembre de 2019, siendo finalmente el tercer y último sencillo de toda la trilogía.
Tras su lanzamiento, «Psycho» se convirtió en un éxito instantáneo entre los fanáticos y recibió críticas positivas de los medios de música por su entrega "suave y sensual" y una producción "inquietante", "pegadiza pero estructurada". A pesar de ser un lanzamiento de fin de año, la canción apareció en varias listas de fin de año por parte de los críticos, citada como uno de los mejores lanzamientos de k-pop de 2019. Fue un éxito comercial en Corea del Sur, alcanzando el número dos en Gaon Digital Chart durante tres semanas consecutivas, lo que le dio al grupo su duodécima entrada a Gaon entre los diez primeros. La canción también alcanzó el éxito internacional, convirtiéndose en su segundo top-chart en la lista World Digital Songs de Billboard, uniéndose a 2NE1 como los únicos grupos femeninos con más de diez entradas en las diez más populares de la lista. También se convirtió en la primera canción del grupo en las listas del Reino Unido, ingresando en la lista UK Singles Downloads Chart en la posición 99 durante una semana.

## Antecedentes y lanzamiento
Durante la aparición de Red Velvet en el programa de televisión surcoreano Idol League en julio de 2019, Irene, miembro y líder del grupo, confirmó que sus próximos planes para ese año incluirían dos entregas más de la trilogía The ReVe Festival, a saber, The ReVe Festival: Day 2 y The ReVe Festival: Finale, la primera de las cuales fue lanzada el 20 de agosto de 2019. Después del tercer concierto del grupo, La Rouge, en noviembre de 2019, SM Entertainment reveló dos carteles teaser diferentes en las redes sociales a la medianoche del 12 de diciembre de ese año, junto con un comunicado de prensa oficial que confirmó que Finale concluiría con la trilogía The ReVe Festival en 2019. Dos días después, el primer lote de fotos teaser se publicó en las cuentas oficiales de redes sociales del grupo, incluyendo la información de que «Psycho» sería el sencillo principal de este lanzamiento. La introducción instrumental de la canción también se reveló a través de sus publicaciones oficiales de Instagram antes de que se subiera un vídeo teaser de 17 segundos para la canción al canal oficial SMTOWN de YouTube. El vídeo musical se lanzó al día siguiente.

## Composición
«Psycho» fue compuesta por el productor estadounidense Andrew Scott, junto a EJAE y la colaboradora frecuente de Red Velvet, Cazzi Opeia, durante su período como compositora el 2018 en Seúl, Corea del Sur. Después de una conversación entre los tres compositores sobre "una ruptura amorosa en la que estar desconsolado es casi como sentirse psicópata", comenzaron a trabajar en la idea de crear la canción. Habiendo reconocido el concepto sonoro de dualidad de Red Velvet, Scott quería mezclar los dos conceptos juntos. Con la versión demo grabada en inglés por Opeia que finalmente se filtró en Internet semanas antes del lanzamiento de la canción, la letra fue reescrita en coreano por el compositor Kenzie, con un acuerdo adicional del productor Druski y Yoo Young-jin. Este último coprodujo el sencillo anterior del grupo, «Bad Boy», en 2018.
Musicalmente, «Psycho» fue descrita como una canción urbana de up-tempo, mientras que Tamar Herman la caracterizó como "una canción de R&B pop y future bass, con una grandiosa introducción instrumental de ópera con cuerdas dramáticas de pizzicato, acordes clásicos y elementos como trap beats y sintetizador, que hicieron de la canción el séptimo sencillo del grupo en caer bajo el concepto Velvet". Según Scott, el coro contiene la síncopa de los hi-hat, que se combina con la línea de la batería para mantener el ritmo de la canción en 140 beats por minuto. El rango vocal del grupo abarcó aproximadamente dos octavas, desde la nota baja G3 hasta la nota alta de G5. Se usó una versión ligeramente diferente de la canción para el vídeo musical, con el coro con una línea de sintetizador adicional y el precoro incluyendo una melodía de cuerda, mientras que la versión digital y de descarga omitió estos elementos. Líricamente, la canción cuenta la historia de una relación "llena de altibajos", donde una pareja "lucha tanto que parecen locos a los ojos de los demás, pero de todos modos están hechos el uno para el otro" y finalmente asegura que "todo va a estar bien".

## Vídeo musical
Dirigido por el realizador O, quien trabajó anteriormente en su vídeo musical «Umpah Umpah», el vídeo de «Psycho» se estrenó el 23 de diciembre de 2019 para coincidir con la canción y el lanzamiento de The ReVe Festival: Finale. Antes de su fecha de estreno, el visual fue acompañado por una serie de vídeo teasers de cada miembro del grupo, retratándolas en un escenario glam de temática gótica. La coreografía para el vídeo fue creada por la ex coreógrafa de 1MILLION, Mina Myoung, y la coreógrafa Bailey Sok de Skeleton Crew.
Luego del lanzamiento del vídeo musical, Tamar Herman de la revista Billboard lo describió como "una versión moderna, elegante, pero festiva, con toques de aletas con apariencia de encaje y plumas", alabando aún más el vídeo por ser "glamoroso". La escritora Kelly Sipko de The Kraze comentó más sobre las similitudes del vídeo musical con las del concepto Black Swan, mientras que la escritora de Refinery29, Natalie Morin, resaltó la estética visual de clásico estilo indie. El grupo luego lanzó un vídeo de presentación para «Psycho» el 8 de enero de 2020 y también lanzó una presentación en vivo de la canción durante su anterior fiesta de reunión de fans el 13 de enero de ese año. El 26 de marzo de 2020, el vídeo musical de la canción alcanzó las 100 millones de visitas en YouTube, siendo el vídeo más rápido del grupo en alcanzar este hito, consiguiéndolo en solo 93 días y 7 horas.

## Promoción
Las actividades de promoción de la canción fueron bastante limitadas en comparación con los ciclos de promoción anteriores de Red Velvet, debido a que el álbum era un lanzamiento de fin de año. El grupo realizó su primera presentación en vivo de «Psycho» en el evento denominado ReVe Festival FINALE Party, el 22 de diciembre de 2019, que se estrenó exclusivamente en V Live con una participación limitada de su fandom. Red Velvet fue confirmado para asistir al SBS Gayo Daejeon anual el 25 de diciembre de ese año, programada para presentar el sencillo por primera vez en televisión. Debido a que Wendy sufrió serias lesiones durante el ensayo tras un accidente, se emitió una actuación pregrabada, lo que finalmente llevó al grupo a tener que actuar como cuarteto para sus siguientes presentaciones. Las cuatro miembros restantes cubrieron todas las partes de canto de Wendy para su siguiente actuación en vivo en los 29º Seoul Music Awards el 30 de enero de 2020, donde Red Velvet también ganó su quinto premio mayor consecutivo.
A pesar de que Red Velvet no asistió ni actuó en ningún programa de música de Corea del Sur debido al accidente de Wendy, «Psycho» logró conseguir un total de nueve trofeos de espectáculos musicales en enero de 2020. No solo la canción se convirtió en la segunda canción principal más ganadora del grupo, empatando con su sencillo de 2017 «Rookie», también fue el primero en alcanzar el estado de triple corona en los tres canales nacionales, a saber, Music Bank, Show! Music Core e Inkigayo. La canción también logró dos premios consecutivos de popularidad semanal en Melon, debido a su éxito masivo en la lista digital.

## Rendimiento comercial
En las primeras 24 horas después de su lanzamiento, «Psycho» encabezó las cinco principales listas digitales de Corea del Sur y 16 listas digitales de iTunes en otros países. Poco después, la canción logró tanto un Real time All-Kill como un Certified All-Kill, respectivamente, lo que convirtió a Red Velvet en el primer grupo femenino y el segundo en general en conseguir dicho logro en 2019. En la última semana de diciembre de 2019, la canción hizo su debut en el número dos en el Gaon Digital Chart de Corea del Sur, siendo superada por «Meteor» del rapero Changmo, quien se mantuvo durante tres semanas consecutivas al tope de la tabla. Con esto, la canción se convirtió en la primera entrada del grupo entre los dos primeros en 2019, marcando su lanzamiento más alto desde «Power Up», su quinta entrada en el N.º 2 y su duodécimo éxito entre los diez primeros, respectivamente. La canción alcanzó su punto máximo en el número tres en la edición de enero del Gaon Monthly Digital Chart, y finalmente aterrizó como la quinta canción más grande de un grupo idol en la edición de mediados de año de 2020 del Gaon Digital Chart. Además, «Psycho» encabezó el Gaon Download Chart durante dos semanas, dando al grupo su sexto top-chart en la tabla, mientras que alcanzó el número dos durante dos semanas en el componente Streaming Chart. La canción también debutó en la posición N.º 9 del Billboard K-pop Hot 100 para la fecha de emisión del 28 de diciembre de 2019. La canción subió al número dos durante tres semanas, lo que le valió al grupo su séptimo éxito entre los cinco primeros.
«Psycho» también alcanzó el éxito fuera de su país de origen. En la semana del 4 de enero de 2020, la canción debutó en la cima de los World Digital Songs Chart de Billboard en los EE. UU., Dando a Red Velvet su segundo top-chart en la lista después de su sencillo de 2018 «RBB (Really Bad Boy)». Esto las convirtió en uno de los nueve artistas de k-pop en encabezar la lista más de una vez, y el cuarto grupo femenino en lograrlo. Además, «Psycho» se convirtió en su decimosexta entrada entre los diez primeros, empatando así con el registro de 2NE1 como los grupos femeninos de Corea del Sur que tienen la mayor cantidad de entradas en las diez más populares de la lista. Además, la canción se convirtió en la segunda entrada de Red Velvet en la lista New Zealand Hot Singles después de «Zimzalabim», ingresando en el número 10 para la semana del 30 de diciembre de 2019. También debutó en el número 99 en el UK Singles Downloads Chart del Reino Unido durante una semana, convirtiéndose en su primera canción en aparecer en un gráfico de este país.

## Recepción de la crítica
Tras su lanzamiento, «Psycho» recibió en general críticas positivas de sitios especializados de música. Tamar Herman de la revista Billboard, la citó como "una canción suave y sensual en su entrega". En una crítica individual de la canción, el escritor Kim Do-hyun de IZM llamó a la canción "una versión mejorada" de «Bad Boy», elogiando el equilibrio proveniente de "una gran melodía, temas interesantes y una gran actuación" que crea "una muy buena canción", mientras calificó la pista con tres estrellas y media de cinco. Una crítica de Seoulbeats también felicitó a la canción por ser "creativa pero estructurada, pegadiza pero desequilibrada" para representar mejor las emociones que la impulsan. Además, elogió el "brillo sofisticado y actualizado" de la canción por su encanto y arrogancia, mientras que la escritora Kelly Sipko de la revista The Kraze calificó la canción como "increíblemente buena", dándole una puntuación perfecta de 10. En una entrevista con el productor de la canción en febrero de 2020, el escritor Yim Hyun-su describió la canción como un "gusano pegadizo" y dijo que el grupo "no muestra signos de detenerse pronto".
A pesar de ser un lanzamiento de fin de año, «Psycho» hizo su aparición en la lista de fin de año de varias publicaciones, siendo citado como uno de los mejores lanzamientos de k-pop en 2019. La revista Billboard clasificó la canción número 18 en su lista, elogiando su "decoro musical" a menudo faltante en las canciones pop. La revista CelebMix aclamó la canción como "uno de los mejores lanzamientos" del grupo, clasificándola en el número seis. Además, la revista Malasia L'Officiel eligió la canción como una de sus 14 canciones de k-Pop que define 2019, citándola como una "pista para cantar en la ducha".

## Reconocimientos

### Premios y nominaciones
| Año  | Evento                  | Premio                                      | Resultado | Ref.   |
| ---- | ----------------------- | ------------------------------------------- | --------- | ------ |
| 2020 | Asian Pop Music Awards  | Mejor vídeo musical extranjero              | Ganador   |        |
| 2020 | Asian Pop Music Awards  | Canción del año extranjero                  | Nominado  | [ 38 ] |
| 2020 | Melon Music Awards      | Canción del año                             | Nominado  | [ 39 ] |
| 2020 | Melon Music Awards      | Mejor pista de baile femenino               | Nominado  | [ 39 ] |
| 2020 | Mnet Asian Music Awards | Canción del año                             | Nominado  | [ 40 ] |
| 2020 | Mnet Asian Music Awards | Mejor performance de baile - Grupo femenino | Nominado  | [ 40 ] |
| 2020 | MTV Video Music Awards  | Lo mejor del k-pop                          | Nominado  | [ 41 ] |
| 2020 | TB20 Kpop Music Awards  | Canción del año                             | Nominado  | [ 42 ] |
| 2021 | Gaon Chart Music Awards | Canción del año - diciembre de 2019         | Ganador   | [ 43 ] |
| 2021 | HallyuLife Awards       | Canción del año                             | Nominado  | [ 44 ] |
| 2021 | HallyuLife Awards       | Vídeo musical del año                       | Nominado  | [ 44 ] |

### Premios en programas de música
| Programa               | Fecha               | Ref.   |
| ---------------------- | ------------------- | ------ |
| Music Bank (KBS)       | 3 de enero de 2020  | [ 45 ] |
| Music Bank (KBS)       | 10 de enero de 2020 | [ 46 ] |
| Music Bank (KBS)       | 24 de enero de 2020 | [ 20 ] |
| Show! Music Core (MBC) | 4 de enero de 2020  | [ 47 ] |
| Show! Music Core (MBC) | 11 de enero de 2020 | [ 48 ] |
| Show! Music Core (MBC) | 18 de enero de 2020 | [ 21 ] |
| Inkigayo (SBS)         | 5 de enero de 2020  | [ 49 ] |
| Inkigayo (SBS)         | 12 de enero de 2020 | [ 50 ] |
| Inkigayo (SBS)         | 19 de enero de 2020 | [ 22 ] |

### Premios en tiendas de música online
| Premio                  | Fecha               | Ref.   |
| ----------------------- | ------------------- | ------ |
| Weekly Popularity Award | 6 de enero de 2020  | [ 23 ] |
| Weekly Popularity Award | 13 de enero de 2020 | [ 23 ] |

### Listados
| Publicación          | Lista                                                                  | Ranking  | Ref.   |
| -------------------- | ---------------------------------------------------------------------- | -------- | ------ |
| Apple Music          | Top Songs of 2020: Korea                                               | Incluida | [ 51 ] |
| Billboard            | The 25 Best K-pop Songs of 2019                                        | 18.º     | [ 35 ] |
| BuzzFeed             | 30 Songs That Helped Define K-Pop in 2019                              | 25.º     | [ 52 ] |
| CelebMix             | Top 10 K-pop songs of 2019                                             | 6.º      | [ 36 ] |
| CNN Philippines      | Our best K-pop songs of 2020                                           | Incluida | [ 53 ] |
| Medium               | 20 Best K-Pop Songs of 2019                                            | 20.º     | [ 54 ] |
| Malaysian L'Officiel | 14 K-Pop songs that define 2019 and still dominates our music playlist | Incluida | [ 37 ] |
| Paper                | The 40 Best K-Pop Songs of 2020                                        | 1.º      | [ 55 ] |
| Spotify              | Most Streamed K-Pop Songs Globally                                     | 9.º      | [ 56 ] |

## Posicionamiento en listas
| Lista (2019-2020)                        | Mejor posición |
| ---------------------------------------- | -------------- |
| Corea del Sur (Gaon Digital Chart)       | 2              |
| Corea del Sur (K-pop Hot 100)            | 2              |
| Malasia (RIM)                            | 2              |
| Nueva Zelanda (RMNZ)                     | 10             |
| Reino Unido (OCC)                        | 99             |
| Singapur (RIAS)                          | 1              |
| USA (Billboard World Digital Song Sales) | 1              |

| Lista (2019-2020)                  | Mejor posición |
| ---------------------------------- | -------------- |
| Corea del Sur (Gaon Digital Chart) | 3              |

## Historial de lanzamiento
| País          | Fecha                   | Formato                    | Sello                     | Ref.   |
| ------------- | ----------------------- | -------------------------- | ------------------------- | ------ |
| Corea del Sur | 23 de diciembre de 2019 | Descarga digital streaming | SM Entertainment, Dreamus | [ 65 ] |
| Varios        | 23 de diciembre de 2019 | Descarga digital streaming | SM Entertainment, Dreamus | [ 65 ] |